# Ophiactis flexulosa
Ophiactis flexulosa är en ormstjärneart som beskrevs av George Richard Lyman 1879. Ophiactis flexulosa ingår i släktet Ophiactis och familjen bandormstjärnor. Inga underarter finns listade i Catalogue of Life.